# Politique étrangère de l'Ossétie du Sud

Abkhazie et Ossétie du Sud
États de l'ONU reconnaissant l'Abkhazie et l'Ossétie du Sud
États de facto reconnaissant l'Abkhazie et l'Ossétie du Sud
États de facto reconnaissant l'Ossétie du Sud
Pays qui n'ont pas reconnu l'Abkhazie et l'Ossétie du Sud.

La République d’Ossétie du Sud est un État autoproclamé reconnu par la Russie, le Nicaragua, le Venezuela, Nauru, l'Abkhazie, le Haut-Karabagh et la Transnistrie. L'Ossétie du Sud a déclaré son indépendance vis-à-vis de la Géorgie en 1991 mais ne reçut la reconnaissance d'États membres de l'ONU qu'après la guerre en Ossétie du Sud de 2008.

## Relations bilatérales

### Abkhazie/Transnistrie

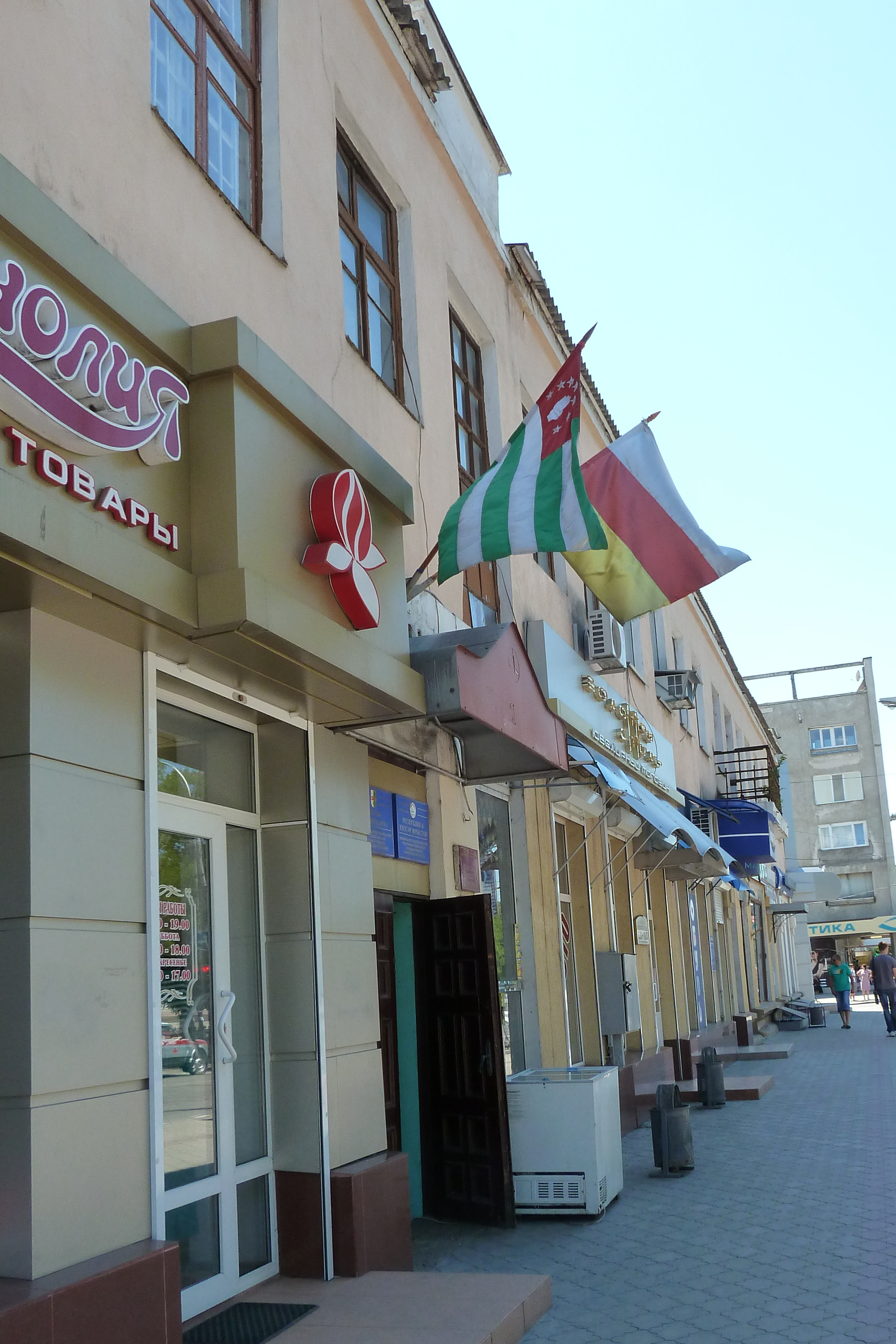
Les représentations permanentes de l'Abkhazie et de l'Ossétie du Sud à Tiraspol (Transnistrie).

L'Ossétie du Sud et l'Abkhazie, mais aussi la Transnistrie, ont reconnu mutuellement leurs indépendances le 17 novembre 2006. L'Abkhazie a une ambassade à Tskhinval, capitale de l'Ossétie du Sud, depuis le 10 décembre 2010 et la Transnistrie planifie d'en ouvrir une (actuellement en construction). L'Ossétie du Sud a une ambassade à Soukhoumi en Abkhazie depuis le 15 avril 2008 et un consulat à Tiraspol (Transnistrie).
Au cours des dernières années, les gouvernements de l'Abkhazie et de l'Ossétie du Sud ont travaillé en étroite collaboration à la recherche d'une reconnaissance plus internationale. Les dirigeants de l'Abkhazie et de l'Ossétie du Sud ont également signé un pacte de défense mutuelle, précisant qu'en cas où l'autre pays est attaqué, l'autre doit s'impliquer dans la défense de l'autre.

### Nauru
Le 15 décembre 2009, Nauru devient le 4e État membre de l'ONU à reconnaître l'indépendance de l'Ossétie du Sud.

### Nicaragua
Le 5 septembre 2008, le Nicaragua devient le 2e État membre de l'ONU à reconnaître l'indépendance de l'Ossétie du Sud.

### Russie

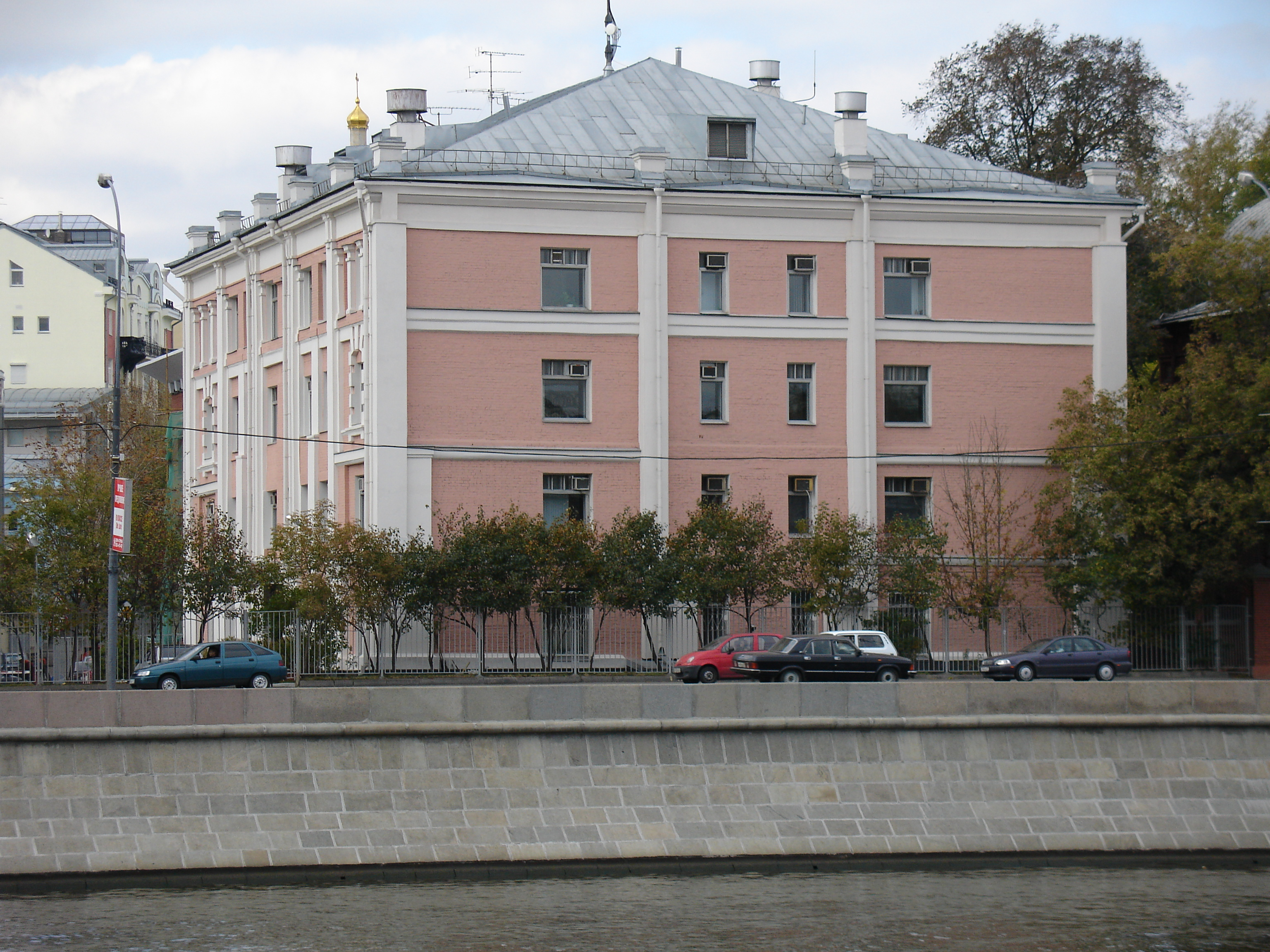
L'ambassade d'Ossétie du Sud à Moscou.

Le 26 août 2008, la Russie devient le 1er État membre de l'ONU à reconnaître l'indépendance de l'Ossétie du Sud. La Russie planifie actuellement d'ouvrir une ambassade à Tskhinval. La Russie a une base militaire à Tskhinval. L'Ossétie du Sud a une ambassade à Moscou.

### Venezuela
Le 10 septembre 2009, le Venezuela devient le 3e État membre de l'ONU à reconnaître l'indépendance de l'Ossétie du Sud.

### RASD et Chypre du Nord
La République arabe sahraouie démocratique, Chypre du Nord et le Hamas ont soutenu la reconnaissance de l'indépendance de l'Abkhazie et de l'Ossétie du Sud par la Russie,,.

### Syrie
La Syrie a reconnu l'Ossétie du Sud le 29 mai 2018. L'établissement de relations diplomatiques entre les deux pays est projeté.

## Organisations internationales
L'Ossétie du Sud n'est membre d'aucune organisation internationale à l'exception de la Communauté pour la démocratie et les droits des nations (russe : Сообщество за демократию и права народов).

## Visas
Les touristes en Ossétie du Sud n'ont pas besoin de visa particulier à l'exception d'un visa valable pour la Russie.